# Chamaeleo namaquensis
Espèce
Synonymes
- Chamaeleo tuberculiferus Gray, 1845

Statut de conservation UICN

 LC  : Préoccupation mineure
Statut CITES
Chamaeleo namaquensis, le Caméléon du Namaqua, est une espèce de sauriens de la famille des Chamaeleonidae.

## Répartition
Cette espèce se rencontre en Afrique du Sud, en Namibie et dans le sud de l'Angola.

## Étymologie
Son nom d'espèce, composé de namaqu[aland] et du suffixe latin -ensis, « qui vit dans, qui habite », lui a été donné en référence au lieu de sa découverte : le Namaqualand.

## Description

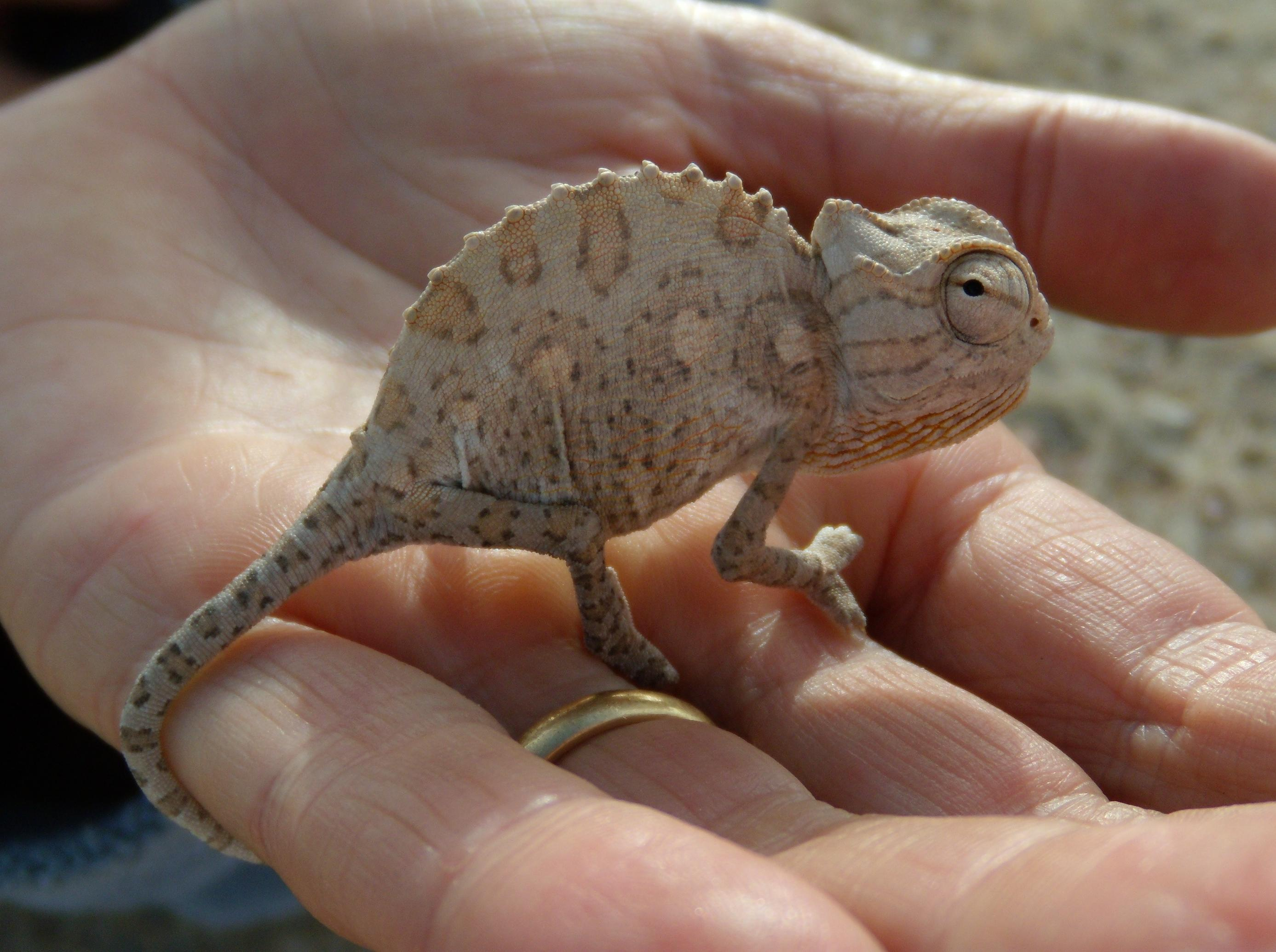
Proportion.

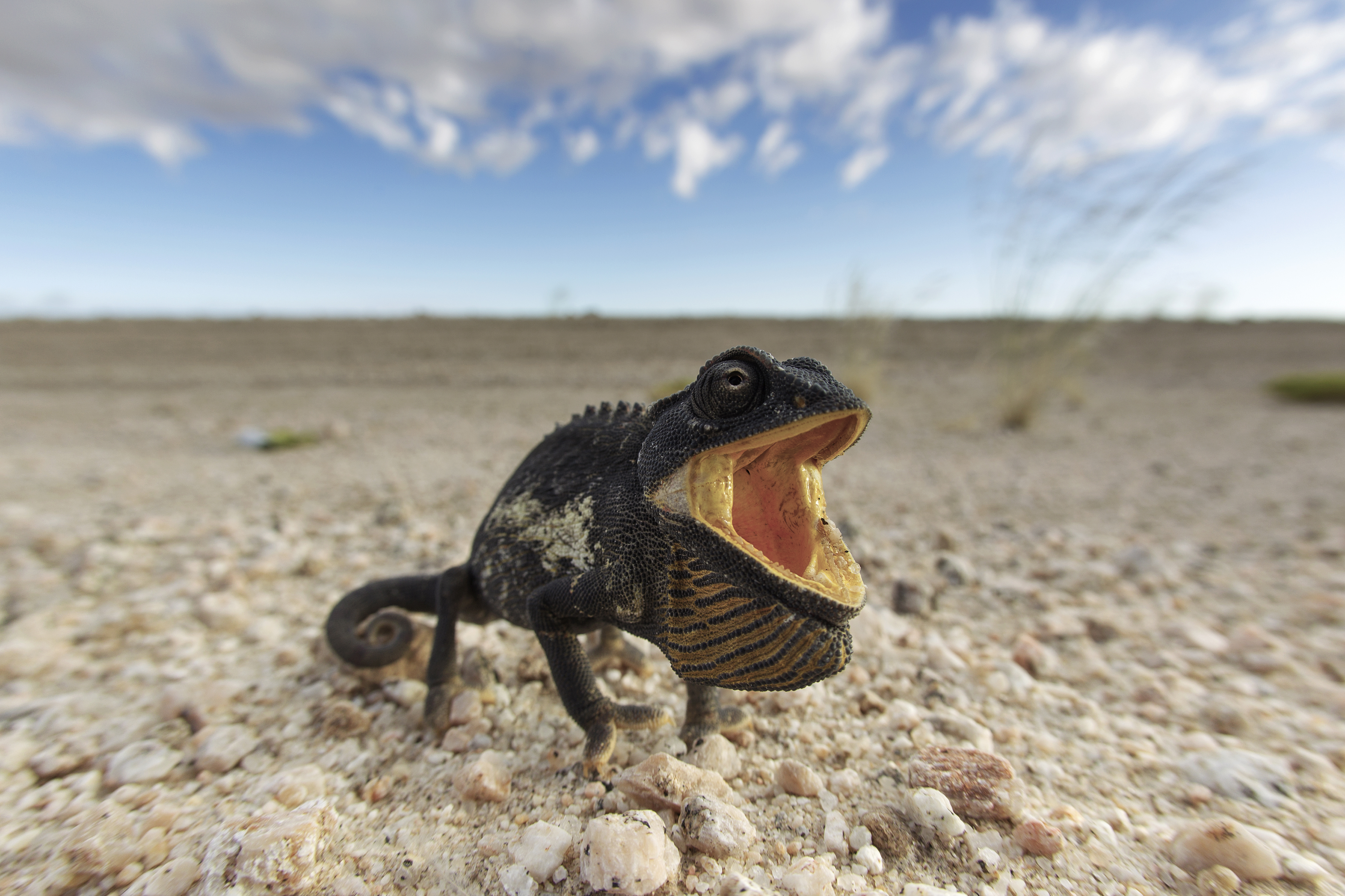
Un Chamaeleo namaquensis en posture menaçante dans le désert du Namib en Namibie.

## Publication originale
- Smith, 1831 : Contributions to the natural history of South Africa. South African quarterly journal, vol. 1, n. 5, p. 9-24 (texte intégral).